# ACBS-6-Red-Snooker-Asienmeisterschaft
Die ACBS-6-Red-Snooker-Asienmeisterschaft ist ein seit 2011 stattfindendes Snookerturnier in der Disziplin Six-Red-Snooker, das von der Asian Confederation of Billiard Sports (ACBS) ausgetragen wird. Rekordsieger ist der Iraner Amir Sarkhosh, der bei fünf Finalteilnahmen drei Titel gewann.

## Die Turniere im Überblick
| Jahr        | Austragungsort                        | Sieger                                | Ergebnis                              | Finalist                              | Halbfinalisten 1                      |
| ----------- | ------------------------------------- | ------------------------------------- | ------------------------------------- | ------------------------------------- | ------------------------------------- |
| 2011        | Chanthaburi                           | Yu Delu                               | 7:3                                   | Thepchaiya Un-Nooh                    | Kamal Chawla                          |
| 2011        | Chanthaburi                           | Yu Delu                               | 7:3                                   | Thepchaiya Un-Nooh                    | Mohammed al-Joker                     |
| 2012        | nicht ausgetragen                     | nicht ausgetragen                     | nicht ausgetragen                     | nicht ausgetragen                     | nicht ausgetragen                     |
| 2013        | Doha                                  | Muhammad Asif                         | 7:4                                   | Amir Sarkhosh                         | Laxman Rawat                          |
| 2013        | Doha                                  | Muhammad Asif                         | 7:4                                   | Amir Sarkhosh                         | Mohammed al-Joker                     |
| 2014        | Karatschi                             | Amir Sarkhosh                         | 7:6                                   | Boonyarit Keattikun                   | Hamza Akbar                           |
| 2014        | Karatschi                             | Amir Sarkhosh                         | 7:6                                   | Boonyarit Keattikun                   | Hossein Vafaei                        |
| 2015        | Kisch                                 | Soheil Vahedi                         | 7:4                                   | Ehsan Heydari Nezhad                  | Fung Kwok Wai                         |
| 2015        | Kisch                                 | Soheil Vahedi                         | 7:4                                   | Ehsan Heydari Nezhad                  | Saleh Mohammadi                       |
| 2016        | Abu Dhabi                             | Pankaj Advani                         | 7:5                                   | Moh Keen Hoo                          | Aditya Mehta                          |
| 2016        | Abu Dhabi                             | Pankaj Advani                         | 7:5                                   | Moh Keen Hoo                          | Mohammad Rais Senzahi                 |
| 2017        | Bischkek                              | Muhammad Sajjad                       | 7:0                                   | Lee Chun Wai                          | Mohammad Bilal                        |
| 2017        | Bischkek                              | Muhammad Sajjad                       | 7:0                                   | Lee Chun Wai                          | Issara Kachaiwong                     |
| 2018        | Doha                                  | Thanawat Tirapongpaiboon              | 7:3                                   | Mohammad Bilal                        | Babar Masih                           |
| 2018        | Doha                                  | Thanawat Tirapongpaiboon              | 7:3                                   | Mohammad Bilal                        | Cheung Ka Wai                         |
| 2019        | Doha                                  | Amir Sarkhosh                         | 7:4                                   | Babar Masih                           | Asjad Iqbal                           |
| 2019        | Doha                                  | Amir Sarkhosh                         | 7:4                                   | Babar Masih                           | Kamal Chawla                          |
| 2020 – 2021 | nicht ausgetragen (COVID-19-Pandemie) | nicht ausgetragen (COVID-19-Pandemie) | nicht ausgetragen (COVID-19-Pandemie) | nicht ausgetragen (COVID-19-Pandemie) | nicht ausgetragen (COVID-19-Pandemie) |
| 2022        | Kuala Lumpur                          | Siyavosh Mozayani                     | 5:4                                   | Amir Sarkhosh                         | Lim Kok Leong                         |
| 2022        | Kuala Lumpur                          | Siyavosh Mozayani                     | 5:4                                   | Amir Sarkhosh                         | Moh Keen Hoo                          |
| 2023        | Teheran                               | Amir Sarkhosh                         | 6:2                                   | Chau Hon Man                          | Pankaj Advani                         |
| 2023        | Teheran                               | Amir Sarkhosh                         | 6:2                                   | Chau Hon Man                          | Kamal Chawla                          |
| 2024        | Riad                                  | Awais Munir                           | 6:3                                   | Nansen Wan                            | Asjad Iqbal                           |
| 2024        | Riad                                  | Awais Munir                           | 6:3                                   | Nansen Wan                            | Kamal Chawla                          |
| 2025        | Colombo                               | Thor Chuan Leong                      | 6:2                                   | Paras Gupta                           | Muhammad Asif                         |
| 2025        | Colombo                               | Thor Chuan Leong                      | 6:2                                   | Paras Gupta                           | Ali Al Obaidli                        |